# 戰鬥員派遣中！
《戰鬥員派遣中！》是曉夏目所著的日本輕小說，由Kakao Rantan擔綱插畫。本作曾連載於小說投稿網站成為小說家吧，2017年11月起經角川Sneaker文庫出版，出版至今共7卷。改編漫畫開始連載於《月刊Comic Alive》2018年5月號。改編電視動畫於2021年4月至6月播映，共12集。截至2021年7月，系列累積發行超過100萬本。

## 故事簡介
由大企業暗中成立、意圖用來征服世界的秘密結社「如月」，已經打倒英雄而剩最後的一步時，卻面臨了底層戰鬥員的裁員問題。為此，「如月」決定去侵略別的星球。作為本次計畫先鋒的「戰鬥員六號」與負責輔佐的仿生美少女機器人「如月愛麗絲」就這樣被送往一個類似地球的行星。六號發現這個星球是個奇幻風的世界，同時該星球的人類王國「葛瑞斯王國」正與所謂的魔王軍進行交戰，六號於是一邊潛入王國，一邊招集著性格特異且引人注目的同伴，開始了調查與侵略的作戰。

## 登場人物

### 主要角色
戰鬥員六號（聲：白井悠介）
本作主角，如月公司的元老級基層職員，外貌特徵是死魚眼和眉毛旁的疤痕，與阿斯塔蒂與彼列同期加入組織，其似乎也對阿斯塔蒂抱有好感。由於個性隨意胡亂揮霍惡行點數，沒有用來強化自身裝備及能力，導致現今都還僅僅是個戰鬥員。做事幾乎不經大腦，時常為了攢取惡行點數做出令人傻眼的反常舉動，本人也調侃自己當初進行舊式改造手術時或許傷到了大腦，需要動腦思考的事情絕大多數都是交由愛麗絲全權處理。僅剩的腦容量幾乎塞滿了色情思想，所需的惡行點數也大多都是對異性進行性騷擾和鹹豬手作為獲取途徑。雖然行事作風十分輕浮低俗但又是個「跨越界線就會猶豫的廢柴」，跟異性感情升溫時會降低對方好感來保持現狀。
其本身沒有任何儲蓄概念，導致在多次危機中惡行點數每每處於不足或呈現負值，而被幹部下令禁止傳送武器及支援一段時間，也在多次達到負資產後改由愛麗絲管理發放零用錢。
對同伴很重視，同伴陷入困難時會主動幫忙。與雪諾不和，兩人時常吵架。
如月愛麗絲（聲：富田美憂）
如月公司所製造的美少女型高性能仿生機器人，六號的助理兼搭檔，也是團隊中的智力擔當，說話十分直接且惡毒，就算在自己的創造者面前也都不留情面地批評謾罵。因冒險時必須自衛的關係，幾乎每次都會隨身攜帶一把溫徹斯特M1912泵動式霰彈槍。由於本身搭載自爆系統，不時發出自爆宣言要填平周遭一切，認為自爆是惡人的浪漫，所有事物都要以自爆迎來終結才是完美落幕。在設計上為了更好支援六號，系統本身也一直在自主學習與六號之間的溝通方式，導致說話風格越來越毒舌與瞧不起人，因此也常被其他人認為與六號是兄妹。
身為科學產物的結晶，認為世界上所有事物都可以用科學來解釋，會憤怒的否定如魔法等超自然現象。
後來六號對她的稱呼都是搭檔，讓她不禁開始對六號有好感，雖說是好感，但更像是從看不起六號的愚蠢，逐漸變成對其感到信賴。
雖然身為機器人但因機能是以一般少女為仿生對像，體能也只有一般少女程度，也沒有什麼變形功能。
對六號的行為常常會毒舌的吐槽，但不管發生什麼都會站在六號的身邊支持他，是隊伍裡六號最信任的人。
雪諾（聲：菊池紗矢香）
貧民窟出身的騎士隊長。雖然平常看起來彬彬有禮，非常有騎士精神及領袖風範，但本人其實是一個只為財富、權利和寶劍而活的敗家女，被六號調侃全身上下只有姣好外貌跟巨乳的優點，甚至給了她一個低俗的稱號「胸部女」。其雖身為騎士但經商能力卻遠遠超越自身的戰鬥能力。
因為種種判斷失誤及自作孽導致一度被降職，頭銜被剝奪同時墮落面也增長到一發不可收拾的地步，但也在各個危機中蹭到功績一度復職，雖然形象在大家心目中已經完全崩壞，但在國家、夥伴陷入危機時還是會稍微重拾過往的騎士風範。
在動畫第六集親了六號，並對六號開始有超越同伴的感情。但之後因六號的行為，感情又變回與以前一樣。
蘿絲（聲：村上奈津實）
戰鬥用合成獸少女，滅亡的古代文明倖存的遺物。喜歡在戰鬥開始前比出中二的動作，但都會被隨之而來發作的高二病給打回害羞的原型，看到魔物就會很興奮，因為她的主食就是魔物的肉，但非常不喜歡昆蟲系魔物。謹記著爺爺的遺願，想在以後為他實現。
看待吃比任何事都來得重要，在極度飢餓的狀態會想吃掉夥伴，伙食優渥的條件下甚至願意成為有錢人的寵物。
格琳（聲：高橋未奈美）
信奉邪神「澤納利斯」的大司教，地雷女，被六號與愛麗絲取了綁繩內褲怪人的綽號。其戰鬥風格是將充滿回憶的物品為代價獻祭給「澤納利斯之神」藉此向敵人降下詛咒以此為主要攻擊手段，但也有機率反噬回自身。在死亡之時可以將遺體擺上「澤納利斯」祭壇並獻上充滿思念的祭品進行復活儀式，復活條件越嚴苛所收取的祭品數量、思念也就越多。個性上雷點太多單身至今，看到情侶就會感到憤怒，會妨礙對方甚至施加詛咒，卻也時常詛咒失敗反彈回自身遭到報應。
坐輪椅不是身體上的殘缺，而是因詛咒「不能穿鞋」，穿鞋會全身爆炸，連穿上襪子也不行；行動上可以赤腳行走，但路面關係所以堅持不了多久，導致行動上僅能依靠輪椅代步。
其型態被歸類為「不死者」，在說出祝福祈禱詞解除身邊所有不死庇護時連自身也會一同回歸塵土，但由於受「澤納利斯」的眷顧，即使永眠也能再次復活。
在原作小說第三卷與六號定下如果彼此十年後還單身就結婚的約定。

### 秘密結社如月
阿斯塔蒂（聲：渡部紗弓）
「冰結之阿斯塔蒂」，如月三大幹部之一，組織中主要負責發佈如月的戰略命令，行事風格謹慎明確，但對待員工則像黑心主管般，對於部下的問題或要求都是用各種理由、無視直接塘塞過去。對同屬在組織起步階段入職的六號有好感，但因模稜兩可的態度，兩人感情只停留在曖昧的階段。
近期則因為六號回傳的各類報告書提到身邊所處環境及同伴多為美少女，使其脾氣更加暴躁焦慮，深怕六號某天回傳的報告突然說他結婚了。
在動畫最後三集中，與莉莉絲在看六號回傳的各類報告書時，很明顯的表現出她開始在想他了。
名字源自於腓尼基人的豐饒、愛及戰爭女神阿斯塔蒂。
彼列（聲：日高里菜）
「業火之彼列」，如月三大幹部之一，很常因高二病發作而被六號調侃。本名是三條由香里。如月的最高戰力，在內部主要負責於前線指揮、作戰。雖身在邪惡組織但個性卻單純善良，十分喜歡小動物，也因為很照顧部下在組織中有較高的人氣。由於想法與個性都十分單純，容易說溜嘴或被他人捉弄。
名字源自於所羅門七十二柱魔神中排第68位的魔神彼列，位階為王，統帥50個軍團。
莉莉絲（聲：石原夏織）
「黑之莉莉絲」，如月三大幹部之一，科技高手，愛麗絲的創造者。本名是安田。因為任性、愛記恨報復、喜歡拿人做實驗與服裝性感度不足等，在基層問卷調查中評價都是負評。雖然是天才，但行事卻不太嚴謹且過於隨性，導致善後工作往往十分艱難。實驗袍下藏著八隻不同功能的機械觸手，由於是實彈類型，在開火同時得耗費大量金錢或惡行點數來補充彈藥。雖聲稱在三大幹部裡戰鬥力最弱，但仍有超越數十名戰鬥員的實力。
曾為了搭配「黑之莉莉絲」想獨佔黑色系服裝要求基層改穿桃紅色戰鬥服，引發眾人群起反抗，在全體改稱本名「安田大人」炮聲下哭著認輸而作罷。
名字源自於聖經中上帝耶和華所創造的女人莉莉絲，同時也是亞當的第一任妻子。
怪人虎男（聲：小山力也）
如月中堅幹部之一，外表如同其名的虎面巨漢，游擊戰高手，稱在叢林中閉著眼睛都能打贏，在怪人之間實力也是數一數二的，為了受女生青睞講話會刻意在句尾加上「喵」。特別喜歡小孩，喜歡到被認定是戀童癖而差點遭六號偷襲斬殺，其實為人意外紳士，但因為喜好偽娘被六號在稱讚的同時加上「噁心」調侃。偶爾會消失不知前去何方，夢想是自己變成小女孩，所以大多失蹤都是遊走四方尋找能變成小孩子的方法。
名字源自於虎人（Weretiger），是流傳世界各地的變身成虎、半虎半人或被虎附身的妖怪、獸人（傳說生物）。
戰鬥員十號
如月僅次於六號的資深基層戰鬥員，賺取惡行點數的高手，自稱會開飛機但實際上只有電玩中對戰的經驗。表面上是名頗受民眾好評的紳士青年，私底下卻能做出各種連六號都無法參考的變態惡行，像是「油炸妹妹的內褲來吃」或是裸體在女性臥室中「大號」，就連幹部都無法理解他的大腦裡究竟裝了什麼。
特別執著「緹莉絲公主的臥室」，時常潛入其中並做出讓公主放聲尖叫的惡行而被數次抓入大牢，城堡也由於十號數次潛入的結果武裝戒備越來越森嚴。
戰鬥員二十二號
原作小說第二卷尾頁收錄的「為美好的世界獻上祝福！」的聯名小說「為美好的星球獻上祝福！」的主角，是位老是被捲入麻煩事的常識人。
執行調查與侵略星球的任務而來到美好世界的阿克塞爾城，跟隨佐藤和真一行冒險，但遇到的事件幾乎是超出無法理解的事，結果失去自信。
最後向如月本部報告回應這星球（美好世界）絕對不能執行侵略而回歸地球。

### 葛瑞絲王國
緹莉絲（聲：前田佳織里）
全名「克莉絲特色列絲·緹莉絲·葛瑞絲」，別名「黑心公主」，葛瑞絲王國的公主，為葛瑞絲王國實際掌權者。秀氣容貌與陽光般的微笑深受國民愛戴，私底下為人腹黑卻不形於色。由於軟弱無用的父王導致內閣高層充斥王族與貴族間混亂的權力鬥爭，國家存亡與否的重擔幾乎都得靠自己獨自扛起，但仍深愛著自己的人民並願意與國共存亡。六號、愛麗絲到來沒多久便透過調查發現了兩人遺棄的降落傘，很快就猜出兩人的間諜身分。就算知曉了如月存在與目的，仍十分優待通融如月的成員，以此來解決王國當前問題與當作日後跟如月談判的籌碼。目前主要的煩惱是找不到離家出走的父親以及寢室每晚都被想要賺取惡行點數的戰鬥員入侵併趁著她睡覺做出各種奇怪行為，
業力測定水晶球顏色最黑紀錄保持人，也是別名「魔王緹莉絲」的由來。
國王（聲：土師孝也）
葛瑞絲王國的國王，但沒有實際管理國家的能力。由於實在沒辦法在人民面前唸出啟動造雨機器的禱詞「小雞O慶典」而離家出走。
參謀（聲：小形滿）
葛瑞絲王國的參謀，雖是參謀長，但根本不會作戰指揮，在動漫第三集還被六號罵到哭出來，在六號和愛麗絲深夜進入房間用膠帶和蓮藕警告下辭職了。
將軍（聲：堀内賢雄）
葛瑞絲王國的將軍，一個富有騎士道德的人。
勇者（聲：佐藤元）
緹莉絲的兄長，占卜預言中將會擊敗魔王被選上的勇者。在對抗四天王風之浮士德勒斯時意外被傳送到彼列家的庭院，被彼列一陣暴打後成為如月的見習戰鬥員F十八號。

### 魔王軍
海涅（聲：瀨戶麻沙美）
魔王軍四天王「炎之海涅」。外貌是長著雙角的褐色肌膚、 白色頭髮、 火辣性感身材美女。
初次登場時，六號一行襲擊補給部隊時騎乘獅鷲強勢現身的四天王之一。
再次率領軍隊與王國軍再戰，中途一度打倒雪諾（實為冰雪劍的劍刃融化而雪諾哭喪臉跑回六號身邊），也佔上風並使出威力強大的魔法，但剛醒來的格琳使出詛咒而被打斷。但海涅要挖角六號並提出自軍的優利條件而解除詛咒，計謀要成功時被雪諾打飛自己的觸媒道具-魔導石也被愛麗絲撿到，結果被六號與愛麗絲把持魔導石威脅海涅拍性感寫真照。海涅抱持羞恥被六號拍各種性感姿勢，本以為魔導石就能歸還，但六號將魔導石放置於自己的下體，使海涅當場感到羞愧並帶兵撤退。
強襲葛瑞絲王國首都途中與加達爾堪德的軍隊發生不少意外，但感應到魔導石波長並發現，原懷疑有詐而警戒，最後鬆下戒心而順手撿，結果觸發六號埋下的地雷而爆炸，本人無事但損失不少士兵及魔導石，令她十分氣憤。
在侵略王國一役時目睹六號用R鋸劍將加達爾堪德切成肉末以及破壞一切而嚇到不知所措，最後服輸也接受六號開出一個月停戰條約就此撤退。
與欲取回古代文明遺產的六號一行人在遺跡碰上並發生衝突，不得已舉雙手投降，但羅素趁機奪取巨大機械人的操作權並與一行人展開決戰，海涅自行傳送離開，但不慎被六號拿走胸罩，在眾目睽睽下自己發現露出胸部而羞恥尖叫著。
在「不死怪物祭典」時為了見羅素穿著布偶裝混入，但被六號他們發現後被捆綁丟到荒野（愛麗絲表示有用容易掙脫的綁法及將繩結放在可以火焰燒斷的位置，但六號在丟棄時把魔導石拿走及把繩索重新綁緊）。
莉莉絲來襲時，率領魔王軍迎戰，惜大敗且投降被俘。以作為使者為條件，引領六號他們到魔王城向魔王打聽關於「合成獸」的事而被釋放回魔王城。回到魔王城因被俘時透露維持結界的高塔位置但不知魔王在裡面維修防衛系統害其被炸死而關進監牢。事後和杜瑟一起加入如月，成為火力發電的能源，在如月被愛麗絲視為奴隸，受到壓榨，每天工作至少15小時，並在初期不停受到六號和雪諾的玩弄。
當別人用稱號（魔王軍四天王，炎之海涅） 稱呼她時，她都會十分開心！當遇上六號時，她都會不停承受着失敗和羞辱 。在派遣過去的戰鬥員之間有著不錯的人氣，穿著曝露的服裝最主要的目的是為了在用火時讓身體散熱及避免火轉移到衣服上。和羅素的感情十分要好，把他當弟弟般看待。現在使用的是虎人打敗龍族取得的強力魔導石。
羅素（聲：伊藤美來）
魔王軍四天王「水之羅素」。有著魚尾的美少年，與現代存活的魔物不同，是來自遠古滅亡文明的遺產「合成獸」，稱呼蘿絲為同族，與海涅交情十分要好。因為創造者的遺願非常討厭人類，認為人類是導致文明毀滅的害蟲。
在魔王軍與托利斯王國聯合期間，與欲取回古代文明遺產的六號一行人在遺跡碰上並發生衝突，卻被六號偷襲踢中要害而斷氣，在愛麗絲緊急救援後復活。在眾人探討巨大機械人的啟動方式時，趁機奪取了操作權並與一行人展開決戰。在六號拚死拖延掩護下，被愛麗絲駕駛的「毀滅者」擊敗並捕獲。
成為俘虜後態度仍十分強硬，但最後在虎男危險想法的威脅中屈服，介於虎男的喜好被要求穿上女僕裝替眾人處理家務雜事，其餘時間則要替王國製造水源，雖口嫌但體正直，慢慢地接受了女裝並在這樣的生活中找到歸屬感。
加達爾堪德（聲：山本兼平）
魔王軍四天王「地之加達爾堪德」。身長三尺擁有巨大雙翼的半獸人魔王，被愛麗絲判斷或許擁有怪人級別的能力。個性十分殘暴嗜血，雖然體格異常發達強壯但頭腦卻不像外表看上去簡單。
在侵略王國一役時因太過輕敵而被六號使用R鋸劍切成肉末。為了嚴防復活的可能性，頭顱被擺放在王國神殿內進行淨化，未料恨意太強，趁著「不死怪物祭典」魔力高漲時以布偶的型態現身，欲奪取頭顱以不死魔物的姿態完全復活。在頭顱被摔碎眼看復活無望之下，捨棄著火的布偶服並附身至土偶上，欲在剩餘時間內帶著手無寸鐵的六號一起下地獄，未料帶著R鋸劍的愛麗絲突然出現使他又吃了一次敗仗。在即將消失之際，預告下次祭典仍會在憤怒驅使下再度現身，但最終在格琳誠心的祈禱與祝福中放下執念，「兩人」一同回歸塵土長眠。
浮士德勒斯（聲：柳田淳一）
魔王軍四天王「風之浮士德勒斯」。與勇者進行作戰時原想將勇者一起傳送至海涅身邊，卻發生意外傳送到彼列家的庭院，被彼列一陣暴打後成為如月的見習戰鬥員F十九號。
力之基爾（聲：中野裕斗）
鎮守達斯特之塔最高層並保護秘寶的牛頭人戰士，因六號的卑鄙戰術緣故也不敢妄動而被六號一行投擲石頭砸中。因此自己淪落為六號的人質威脅李斯塔交出高額贖金救自己，導致魔王軍部隊立即放棄達斯特之塔並永久撤退。
智之李斯塔（聲：内藤玲）
鎮守達斯特之塔最高層並保護秘寶的羊頭人法師，被六號逮到與同僚-基爾聊天時偷襲而被踢下。雖撿回一命並找士兵馬上趕回最高層，但為時已晚，因六號開出高額贖金救同僚的條件，在情勢不利狀況下只好付高額贖金並立刻帶兵從達斯特之塔永久撤退。
米祿米祿
前魔王，大魔族，支配魔族領地長達兩百年多年，外表是個有犄角的壯年男性。個性貪婪又傲慢，但一心一意想興盛魔族。在維修防衛系統時，被莉莉絲炸死。
杜瑟
現魔王，在父親（前魔王）死後上任，外表是一名白髮美少女。雖然身為魔王，但其性格非常單純善良，辦事能力強。對遊戲非常有興趣，常協助六號解答遊戲內的迷題。討伐完沙之王後在愛麗絲的計劃下詐死並以毒蛇女之名隱藏身份加入如月。

### 托利斯王國
恩格爾（聲：三宅健太）
以好色而聞名的托利斯第一王子，外型是個年過四十的肥胖大叔。在宴會前中了被六號躲過的「不舉」詛咒，其重獲新生的感覺導致雪諾跟海涅兩人的美人計雙雙落空。最後在六號的「武士頭」必殺才藝表演下怒對葛瑞絲王國宣戰。

### 生物
半獸人
魔王軍的主要士兵和居民。有些在葛瑞絲王國工作，死後被用於食用。六號對於食用擁有智慧的生物非常抗拒。
沙之王
體型超乎想像的巨大土撥鼠，造成生態沙漠化的元凶。由於地盤位於魔族領地，更是導致魔族與魔王軍接連侵略葛瑞絲王國的主因。
空之王
體型超乎想像的巨大麻雀，葛瑞絲王國的守護獸，性格溫馴對人威脅不大但是喜歡閃閃發亮的東西，若身上有閃閃發亮的東西會一起被帶回巢穴。
森之王
守護著魔之大森林像恐龍的巨大蜥蜴，口中會射出高熱射線毀滅周遭一切入侵者，與沙之王互相制衡。實際上是古文明的機械兵器也是蘿絲舊家的守衛"菊藏先生"。
泥之王
長年被封印在王國地底的巨大黑色史萊姆，起初被莉莉絲跟六號以為是石油，在發現真相後就隨即停止了開發而棄置原地。不料一段時間後從挖掘終止的枯井裡大量竄出並在王國中肆虐著，最終在速乾水泥加持下再次被封印。
莫吉莫吉
名稱為愛麗絲翻譯，真正名稱不知。體型巨大的藍色螯蝦，其肉質鮮嫩可口是燒烤攤的常見食材。其中一個缺螯的個體與六號發展出跨越種族的友誼，但就在雙方要接觸時被雪諾從背後砍成兩半。雖然六號事後吃得津津有味，但也在六號心裡留下陰影一段時間。

## 宣傳
本作是《為美好的世界獻上祝福！》作者曉夏目的新作品，曾連載於小說投稿網站「成為小說家吧」，其後由2019年11月起經角川Sneaker文庫發行。本作在發行之前的8月29日於角川Sneaker文庫自家的網絡節目中獲介紹，當時預定於秋季發售。角川Sneaker文庫亦開始了文庫版特設頁面，並舉辦於9月8日截止的第1次讀者封面票選活動，讓讀者在3張候選插圖選出小說封面。第2次封面票選活動緊接第1次活動舉辦，範圍為在以上次活動獲選的插圖為基底的3種候選封面設計，於9月29日截止投票。電視廣告亦於10月底開始播映，旁白為戶松遙。

## 出版書籍

### 輕小說
| 卷數 | KADOKAWA      | KADOKAWA               | 台灣角川       | 台灣角川              |
| 卷數 | 發售日期      | ISBN                   | 發售日期       | ISBN / EAN            |
| ---- | ------------- | ---------------------- | -------------- | --------------------- |
| 1    | 2017年11月1日 | ISBN 978-4-04-106110-7 | 2019年1月21日  | ISBN 978-957-564696-7 |
| 2    | 2018年5月1日  | ISBN 978-4-04-106112-1 | 2019年10月16日 | ISBN 978-957-743294-0 |
| 3    | 2019年4月1日  | ISBN 978-4-04-107556-2 | 2020年4月15日  | ISBN 978-957-743691-7 |
| 4    | 2019年9月1日  | ISBN 978-4-04-107557-9 | 2020年8月5日   | ISBN 978-957-743933-8 |
| 5    | 2020年1月1日  | ISBN 978-4-04-108974-3 | 2021年1月6日   | ISBN 978-986-524195-7 |
| 6    | 2020年9月1日  | ISBN 978-4-04-109537-9 | 2021年4月12日  | ISBN 978-986-524343-2 |
| 7    | 2022年6月1日  | ISBN 978-4-04-109538-6 | 2023年2月9日   | ISBN 978-626-352264-0 |

### 漫畫
| 卷數 | KADOKAWA      | KADOKAWA               |
| 卷數 | 發售日期      | ISBN                   |
| ---- | ------------- | ---------------------- |
| 1    | 2018年8月23日 | ISBN 978-4-04-065045-6 |
| 2    | 2019年3月23日 | ISBN 978-4-04-065494-2 |
| 3    | 2019年9月20日 | ISBN 978-4-04-064027-3 |
| 4    | 2020年3月23日 | ISBN 978-4-04-064500-1 |
| 5    | 2020年9月23日 | ISBN 978-4-04-064893-4 |
| 6    | 2021年3月23日 | ISBN 978-4-04-680305-4 |
| 7    | 2021年9月22日 | ISBN 978-4-04-680734-2 |
| 8    | 2022年3月23日 | ISBN 978-4-04-681224-7 |

## 迴響
截至2019年4月，系列累積發行超過15萬本。截至2021年7月，系列累積發行超過100萬本。

## 電視動畫
《戰鬥員派遣中！》的改編電視動畫由2021年4月4日起首播，動畫製作公司為J.C.STAFF。另有網絡電台節目《戰鬥員派遣去電台！》（戦闘員、ラジオに派遣します！）由4月10日起於音泉播出，主持人是白井悠介和富田美憂，隔週星期六更新。

### 宣傳、消息公佈
《戰鬥員派遣中！》將獲改編為電視動畫的消息在2020年3月15日播映的網絡直播節目《春季之輕小說祭典！「Kimirano」1周年大感謝祭》中公佈。2021年1月1日，宣佈電視動畫預定於2021年4月開始播出，並一次過公開預告視覺圖、第1條宣傳影片、主要製作人員陣容，以及聲演戰鬥員六號和如月愛麗絲將分別由白井悠介和富田美憂聲演。2021年3月7日，白井和富田出席「KADOKAWA 輕小說EXPO 2020」網絡直播舞台活動，活動中公開第2條宣傳影片、播映日期及電視台、主題曲詳情，以及雪諾、蘿絲、格琳分別由菊池紗矢香、村上奈津實和高橋未奈美聲演。3月28日，白井、富田和菊池出席AnimeJapan 2021的網絡直播舞台活動，當天公佈阿斯塔蒂、彼列、莉莉絲三名角名分別由渡部紗弓、日高里菜和石原夏織配音。

### 製作人員
- 原作：曉夏目
- 原作插畫：（株式会社KADOKAWA 角川Sneaker文庫刊）
- 導演：赤城博昭
- 系列構成：菅原雪繪
- 角色設計：諏訪壯大
- 美術監督：杉本智美
- 色彩設計：岡田惠沙
- 攝影監督：黑澤豐
- 剪輯：松原理惠
- 音響監督：岩浪美和
- 音響效果：小山恭正
- 錄音調整：山口貴之
- 音樂：甲田雅人
- 音樂製作：日本古倫美亞
- 動畫製作：J.C.STAFF
- 製作：《戰鬥員派遣中！》製作委員會[27]

### 主題曲
片頭曲《No.6》
作詞、作曲：園田健太郎，編曲：千葉岳洋
主唱：伊藤美來
片尾曲《Home Sweet Home》
作詞：，作曲、編曲：設樂哲也
主唱：如月愛麗絲（富田美憂）、雪諾（菊池紗矢香）、蘿絲（村上奈津實）、格琳（高橋未奈美）

### 各話列表
| 話數     | 日文標題 | 中文標題               | 劇本     | 分鏡     | 演出     | 作畫監督                                                                       | 總作畫監督                          | 改編原作小說 | 首播日期 （2021年） |
| -------- | -------- | ---------------------- | -------- | -------- | -------- | ------------------------------------------------------------------------------ | ----------------------------------- | ------------ | ------------------- |
| 第一話   |          | 派遣諜報員！           | 菅原雪繪 | 赤城博昭 | 則座誠   | 都築裕佳子、小川浩司、金正男 彭佩琦、山本知廣                                  | 諏訪壯大                            | 第一卷       | 4月4日              |
| 第二話   |          | 蹂躪同業競爭對手       | 菅原雪繪 | 高田耕一 | 金承徳   | 、Jumondou Seoul                                                               | 山崎正和、谷川亮介 小森篤、諏訪壮大 | 第一卷       | 4月11日             |
| 第三話   |          | 攻略高塔的正確方式     | 菅原雪繪 | 遠藤重明 | 藤原和和 | 中山由美、、金正男                                                             | 小森篤                              | 第一卷       | 4月18日             |
| 第四話   |          | 打倒邪惡幹部的方法     | 菅原雪繪 | 高田耕一 | 湖山禎崇 | 小川浩司、金正男、彭佩琦、井本由紀 山本雅章、小野和美、、壽門堂                | 諏訪壯大、藤井昌宏                  | 第一卷       | 4月25日             |
| 第五話   |          | 為了成為英雄           | 菅原雪繪 | 福島利規 | 西村大樹 | 都築裕佳子、中山由美 清水博幸、Jumondou Seoul                                  | 藤井昌宏、小森篤                    | 第一卷       | 5月2日              |
| 第六話   |          | 戰鬥員，派遣中！       | 菅原雪繪 | 福島利規 | 西田健一 | 山本雅章、小野和美、 中島美子、小川浩司、下江一正 光之園、壽門堂、K-Production | 藤井昌宏 小森篤 諏訪壯大            | 第一卷       | 5月9日              |
| 第七話   |          | 詐騙師型徵婚女性       | 重信康   | 福島利規 | 藤原和和 | 都築裕佳子、彭佩琦、、大原大 山本知宏、小野和美、小川浩司、寿门堂              | 诹访壮大 藤井昌宏                   | 第二卷       | 5月16日             |
| 第八話   |          | 腹黑系貪瀆騎士         | 重信康   | 高田耕一 | 西村大樹 | 服部益實、Jumondou Seoul                                                       | 小森篤、小野和美                    | 第二卷       | 5月23日             |
| 第九話   |          | 肉食系女合成獸         | 重信康   | 遠藤重明 | 則座誠   | 川島尚、金正男、中山由美、森悦史、村松尚雄 彭佩琦、、、K-Production            | 藤井昌宏、小森篤                    | 第二卷       | 5月30日             |
| 第十話   |          | 如月幹部直播中！       | 重信康   | 高田耕一 | 久保太郎 | 彭佩琦、小野和美、山本雅章、大原大一 、清水博幸、、                            | 諏訪壮大、藤井昌弘                  | 原創         | 6月6日              |
| 第十一話 |          | 弄哭邪惡幹部的方式     | 菅原雪繪 | 高田耕一 | 藤原和和 | 都築裕佳子、小野和美、、彭佩琦 ONE ORDER、、K-Production                       | 藤井昌宏、小森篤                    | 第二卷       | 6月13日             |
| 第十二話 |          | 強大的搭檔與聰明的搭檔 | 菅原雪繪 | 吉川博明 | 西田健一 | 都築裕佳子、中山由美、、山本知廣 山本雅章、彭佩琦、川島尚                      | 諏訪壮大、藤井昌宏、小森篤          | 第二卷       | 6月20日             |

### 藍光&DVD
| 卷數 | 發行日期       | 收錄話數       | 規格編號  | 規格編號   |
| 卷數 | 發行日期       | 收錄話數       | 藍光版    | DVD版      |
| ---- | -------------- | -------------- | --------- | ---------- |
| 1    | 2021年7月28日  | 第1話－第3話   | KAXA-8111 | KABA-10991 |
| 2    | 2021年8月25日  | 第4話－第6話   | KAXA-8112 | KABA-10992 |
| 3    | 2021年9月29日  | 第7話－第9話   | KAXA-8113 | KABA-10993 |
| 4    | 2021年10月27日 | 第10話－第12話 | KAXA-8114 | KABA-10994 |

### 播放平台
日本深夜動畫：下文記載的日本国内播放時間使用日本標準時間（UTC+9）表示。因為部分時間标识會採用30小时制，因此請留意这类超过24:00的时间，其實際播放時間為翌日清晨。
| 播放日期              | 播放時間（UTC+9）    | 播放電視台 | 播放地區 | 備註               |
| --------------------- | -------------------- | ---------- | -------- | ------------------ |
| 2021年4月4日－6月20日 | 星期日 21:00 - 21:30 | AT-X       | 日本全國 | 衛星電視，有重播   |
| 2021年4月4日－6月20日 | 星期日 24:30 - 25:00 | TOKYO MX   | 東京都   |                    |
| 2021年4月4日－6月20日 | 星期日 24:45 - 25:15 | KBS京都    | 京都府   |                    |
| 2021年4月4日－6月20日 | 星期日 25:00 - 25:30 | SUN電視台  | 兵庫縣   |                    |
| 2021年4月5日－6月21日 | 星期一 24:00 - 24:30 | BS日本     | 日本全國 | 衛星電視，「」節目 |

| 播放地區                         | 播放電視台 | 播放日期              | 播放時間              | 備註   |
| -------------------------------- | --- | --------------------- | --------------------- | ------ |
| 東盟、印度、孟加拉、尼泊爾、不丹 | Muse Asia YouTube頻道 | 2021年4月4日－6月20日 | 星期日 21:30（UTC+8） | [ 31 ] |
| 馬來西亞、汶萊                   | Muse Malaysia YouTube頻道 | 2021年4月4日－6月20日 | 星期日 21:30（UTC+8） | [ 32 ] |
| 香港、澳門                       | 木棉花香港YouTube頻道 | 2021年4月4日－6月20日 | 星期日 21:30（UTC+8） | [ 33 ] |
| 臺灣                             | 巴哈姆特動畫瘋、中華電信MOD、Hami Video、LiTV 線上影視、myVideo 影音隨看、遠傳friDay影音 中嘉bb寬頻.bbTV、KKTV、LINE TV、Yahoo TV 一起看、CATCHPLAY | 2021年4月4日－6月20日 | 星期日 21:30（UTC+8） | [ 34 ] |
| 香港、澳門、台灣                 | bilibili | 2021年4月4日－6月20日 | 星期日 21:30（UTC+8） | [ 35 ] |

## 外部連結
- 小說官方網站（日語）
- 漫畫官方網站（日語）
- 電視動畫官方網站（日語）
- 電視動畫的X（前Twitter）（日語）
- 【試閱】暁なつめ新作《戰鬥員派遣中》誰說男主角非得光明磊落 - 巴哈姆特電玩資訊站（繁體中文）